# Okliulus carpenteri
Okliulus carpenteri är en mångfotingart som beskrevs av Ottis Robert Causey 1950. Okliulus carpenteri ingår i släktet Okliulus och familjen Parajulidae. Inga underarter finns listade i Catalogue of Life.